# Полихимнија
Полихимнија (грч. Πολυύμνια, Πολύμνια) је у грчкој митологији била муза заштитница свете песме, реторике и геометрије. Изумела је лиру. Њено име потиче од грчких речи poly и hymnos, што значи „она са много химни (песама)". Представљена је са круном од цвећа или перли, обучена у бело, са жезлом у руци. Увек има замишљен израз на лицу. Писцима дарује дела која им обезбеђују бесмртну славу. По некима је чак и муза медитације и пољопривреде. Често је прекривена велом.